# Campionat del Món d'atletisme de 1997
El 6é campionat del Món d'atletisme, organitzat per l'Associació Internacional de Federacions d'Atletisme, es va celebrar a l'estadi Olímpic d'Atenes, Grècia, entre l'1 i el 10 d'agost.

## Resultats masculins

### Curses
1993 |1995 |1997 |1999 |2001
| Prova: | Or:                                                                                  | Or:          | Argent:                                                                            | Argent:       | Bronze:                                                                                | Bronze:       |
| --- | ------------------------------------------------------------------------------------ | ------------ | ---------------------------------------------------------------------------------- | ------------- | -------------------------------------------------------------------------------------- | ------------- |
| 100 m Detalls | Maurice Greene · United States                                                       | 9.86         | Donovan Bailey · Canada                                                            | 9.91          | Tim Montgomery · United States                                                         | 9.94          |
| 200 m Detalls | Ato Boldon · Trinidad and Tobago                                                     | 20.04        | Frankie Fredericks · Namibia                                                       | 20.23         | Claudinei da Silva · Brazil                                                            | 20.26         |
| 400 m Detalls | Michael Johnson · United States                                                      | 44.12        | Davis Kamoga · Uganda                                                              | 44.37 (NR)    | Tyree Washington · United States                                                       | 44.39 (PB)    |
| 800 m Detalls | Wilson Kipketer · Denmark                                                            | 1:43.38      | Norberto Téllez · Cuba                                                             | 1:44.00 (SB)  | Rich Kenah · United States                                                             | 1:44.25 (PB)  |
| 1500 m Detalls | Hicham El Guerrouj · Morocco                                                         | 3:35.83      | Fermín Cacho · Spain                                                               | 3:36.63       | Reyes Estévez · Spain                                                                  | 3:37.26       |
| 5000 m Detalls | Daniel Komen · Kenya                                                                 | 13:07.38     | Khalid Boulami · Morocco                                                           | 13:09.34      | Tom Nyariki · Kenya                                                                    | 13:11.09      |
| 10000 m Detalls | Haile Gebrselassie · Ethiopia                                                        | 27:24.58     | Paul Tergat · Kenya                                                                | 27:25.62 (SB) | Salah Hissou · Morocco                                                                 | 27:28.67 (PB) |
| Marató Detalls | Abel Antón · Spain                                                                   | 2:13:16      | Martín Fiz · Spain                                                                 | 2:13:21       | Steve Moneghetti · Australia                                                           | 2:14:16       |
| 110 m tanques Detalls | Allen Johnson · United States                                                        | 12.93 (WL)   | Colin Jackson · Regne Unit                                                         | 13.05 (SB)    | Igor Kovác · Slovakia                                                                  | 13.18 SB      |
| 400 m tanques Detalls | Stéphane Diagana · France                                                            | 47.70 (WL)   | Herbert Llewellyn · South Africa                                                   | 47.86 (NR)    | Bryan Bronson · United States                                                          | 47.88         |
| 3000 m obstacles Detalls | Wilson Boit Kipketer · Kenya                                                         | 8:05.84      | Moses Kiptanui · Kenya                                                             | 8:06.04       | Bernard Barmasai · Kenya                                                               | 8:06.04       |
| 20 km marxa Detalls | Daniel García (atleta) · Mexico                                                      | 1:21:43      | Mikhaïl Sxénnikov · Russia                                                         | 1:21:53       | Mikhaïl Khmelnitski · Belarus                                                          | 1:22:01       |
| 50 km marxa Detalls | Robert Korzeniowski · Poland                                                         | 3:44:46      | Jesús Ángel García · Spain                                                         | 3:44:59       | Miguel Ángel Rodríguez · Mexico                                                        | 3:48:30       |
| 4x100 m Detalls | Robert Esmie, · Glenroy Gilbert, · Bruny Surin, · Donovan Bailey · Canada            | 37.86 (WL)   | Osmond Ezinwa, · Olapade Adeniken, · Francis Obikwelu, · Davidson Ezinwa · Nigeria | 38.07         | Darren Braithwaite, · Darren Campbell, · Douglas Walker, · Julian Golding · Regne Unit | 38.14 (SB)    |
| 4x400 m Detalls | Jerome Young, · Antonio Pettigrew, · Chris Jones, · Tyree Washington · United States | 2:56.47 (WL) | Iwan Thomas, · Roger Black, · Jamie Baulch, · Mark Richardson · Regne Unit         | 2:56.65 (SB)  | Michael McDonald, · Greg Haughton, · Danny McFarlane, · Davian Clarke · Jamaica        | 2:56.75 (NR)  |
| AR Rècord del continent \| CR Rècord del campionat \| NR Rècord nacional \| OR Rècord olímpic \| PB/PR Millor marca personal/Rècord personal SB Millor marca personal de la temporada \| WL Millor marca mundial de l'any \| WR Rècord del món |                                                                                      |              |                                                                                    |               |                                                                                        |               |

### Concursos
1993 |1995 |1997 |1999 |2001
| Prova: | Or:                           | Or:             | Argent:                       | Argent:    | Bronze:                      | Bronze:    |
| --- | ----------------------------- | --------------- | ----------------------------- | ---------- | ---------------------------- | ---------- |
| Salt d'alçada Detalls | Javier Sotomayor · Cuba       | 2.37 (WL)       | Artur Partyka · Poland        | 2.35 (SB)  | Tim Forsyth · Australia      | 2.35       |
| Salt amb perxa Detalls | Sergey Bubka · Ukraine        | 6.01 (CR/WL)    | Maksim Taràssov · Russia      | 5.96       | Dean Starkey · United States | 5.91 (SB)  |
| Salt de llargada Detalls | Iván Pedroso · Cuba           | 8.42 (SB)       | Erick Walder · United States  | 8.38 (SB)  | Kirill Sosunov · Russia      | 8.18 (SB)  |
| Triple salt Detalls | Yoelbi Quesada · Cuba         | 17.85 (WL/NR)   | Jonathan Edwards · Regne Unit | 17.69      | Aliecer Urrutia · Cuba       | 17.64 (SB) |
| Llançament de pes Detalls | John Godina · United States   | 21.44           | Oliver-Sven Buder · Germany   | 21.24      | C. J. Hunter · United States | 20.33      |
| Llançament de disc Detalls | Lars Riedel · Germany         | 68.54           | Virgilijus Alekna · Lithuania | 66.70 (SB) | Jürgen Schult · Germany      | 66.14 (SB) |
| Llançament de martell Detalls | Heinz Weis · Germany          | 81.78           | Andriy Skvaruk · Ukraine      | 81.46 (SB) | Alexey Sidorenko · Russia    | 80.76 (SB) |
| Llançament de javelina Detalls | Marius Corbett · South Africa | 88.40 (AR)      | Steve Backley · Regne Unit    | 86.80      | Kostas Gatsioudis · Greece   | 86.64      |
| Decatló Detalls | Tomáš Dvořák · Czech Republic | 8837 (CR/WL/NR) | Eduard Hämäläinen · Finland   | 8730       | Frank Busemann · Germany     | 8652       |
| AR Rècord del continent CR Rècord del campionat NR Rècord nacional SB Millor marca personal de la temporada WL Millor marca mundial de l'any |                               |                 |                               |            |                              |            |

Aleksandr Bagach, d'Ucraïna, va guanyar el llançament de pes amb un llançament de 21,47 metres, però va ser desqualificat per donar positiu en un control antidopatge.

## Resultats femenins

### Curses
1993 |1995 |1997 |1999 |2001
| Prova: | Or:                                                                           | Or:            | Argent:                                                                                | Argent:       | Bronze:                                                                              | Bronze:      |
| --- | ----------------------------------------------------------------------------- | -------------- | -------------------------------------------------------------------------------------- | ------------- | ------------------------------------------------------------------------------------ | ------------ |
| 100 m Detalls | Marion Jones · United States                                                  | 10.83 (WL)     | Zhanna Pintusevich · Ukraine                                                           | 10.85         | Savatheda Fynes · Bahamas                                                            | 11.03 PB     |
| 200 m Detalls | Zhanna Pintusevich · Ukraine                                                  | 22.32          | Susanthika Jayasinghe · Sri Lanka                                                      | 22.39         | Merlene Ottey · Jamaica                                                              | 22.40        |
| 400 m Detalls | Cathy Freeman · Australia                                                     | 49.77          | Sandie Richards · Jamaica                                                              | 49.79 (PB)    | Jearl Miles-Clark · United States                                                    | 49.90        |
| 800 m Detalls | Ana Fidelia Quirot · Cuba                                                     | 1:57.14        | Yelena Afanasyeva · Russia                                                             | 1:57.56       | Maria de Lurdes Mutola · Mozambique                                                  | 1:57.59      |
| 1500 m Detalls | Carla Sacramento · Portugal                                                   | 4:04.24 (SB)   | Regina Jacobs · United States                                                          | 4:04.63       | Anita Weyermann · Switzerland                                                        | 4:04.70 (SB) |
| 5000 m Detalls | Gabriela Szabo · Romania                                                      | 14:57.68       | Roberta Brunet · Italy                                                                 | 14:58.29 (SB) | Fernanda Ribeiro · Portugal                                                          | 14:58.85     |
| 10000 m Detalls | Sally Barsosio · Kenya                                                        | 31:32.92 (WJR) | Fernanda Ribeiro · Portugal                                                            | 31:39.15 (SB) | Masako Chiba · Japan                                                                 | 31:41.93     |
| Marató Detalls | Hiromi Suzuki · Japan                                                         | 2:29:48        | Manuela Machado · Portugal                                                             | 2:31:12       | Lidia Slavuteanu-Simon · Romania                                                     | 2:31:55      |
| 10 km marxa Detalls | Annarita Sidoti · Italy                                                       | 42:55.49 (WL)  | Olga Kardopoltseva · Belarus                                                           | 43:30.20      | Valentina Tsybulskaya · Belarus                                                      | 43:49.24     |
| 100 m tanques Detalls | Ludmila Engquist · Sweden                                                     | 12.50 (SB)     | Svetla Dimitrova · Bulgaria                                                            | 12.58         | Michelle Freeman · Jamaica                                                           | 12.61        |
| 400 m tanques Detalls | Nezha Bidouane · Morocco                                                      | 52.97 (AR)     | Deon Hemmings · Jamaica                                                                | 53.09 (SB)    | Kim Batten · United States                                                           | 53.52        |
| 4x100 m Detalls | Chryste Gaines, · Marion Jones, · Inger Miller, · Gail Devers · United States | 41.47 (CR/AR)  | Beverly McDonald, · Merlene Frazer, · Juliet Cuthbert, · Beverly Grant · Jamaica       | 42.10 (SB)    | Patricia Girard-Léno, · Christine Arron, · Delphine Combe, · Sylviane Félix · France | 42.21 (NR)   |
| 4x400 m Detalls | Anke Feller, · Uta Rohlände, · Anja Rücker, · Grit Breuer · Germany           | 3:20.92 (WL)   | Maicel Malone-Wallace, · Kim Graham, · Kim Batten, · Jearl Miles-Clark · United States | 3:21.03 (SB)  | Inez Turner, · Lorraine Fenton, · Deon Hemmings, · Sandie Richards · Jamaica         | 3:21.30 (NR) |
| WL Millor marca mundial de l'any PB Millor marca personal SB Millor marca personal de la temporada WJR Rècord del món junior AR Rècord del continent NR Rècord nacional |                                                                               |                |                                                                                        |               |                                                                                      |              |

### Concursos
1993 |1995 |1997 |1999 |2001
| Prova: | Or:                               | Or:           | Argent:                                            | Argent:    | Bronze:                          | Bronze:    |
| --- | --------------------------------- | ------------- | -------------------------------------------------- | ---------- | -------------------------------- | ---------- |
| Salt d'alçada Detalls                                                                                                 | Hanne Haugland · Norway           | 1.99          | Olga Kaliturina · Russia · Inha Babakova · Ukraine | 1.96       |                                  |            |
| Salt de llargada Detalls                                                                                              | Lyudmila Galkina · Russia         | 7.05 (WL/PB)  | Niki Xanthou · Greece                              | 6.94 (SB)  | Fiona May · Italy                | 6.91       |
| Triple salt Detalls                                                                                                   | Šárka Kašpárková · Czech Republic | 15.20 (WL/NR) | Rodica Mateescu · Romania                          | 15.16 (NR) | Olena Hovorova · Ukraine         | 14.67 (PB) |
| Llançament de pes Detalls                                                                                             | Astrid Kumbernuss · Germany       | 20.71         | Vita Pavlysh · Ukraine                             | 20.66      | Stephanie Storp · Germany        | 19.22      |
| Llançament de disc Detalls                                                                                            | Beatrice Faumuina · New Zealand   | 66.82         | Ellina Zvereva · Belarus                           | 65.90      | Natalya Sadova · Russia          | 65.14      |
| Llançament de javelina Detalls                                                                                        | Trine Hattestad · Norway          | 68.78         | Joanna Stone · Australia                           | 68.64 (PB) | Tanja Damaske · Germany          | 67.12 (PB) |
| Heptatló Detalls | Sabine Braun · Germany            | 6739          | Denise Lewis · Regne Unit                          | 6654       | Remigija Nazarovienė · Lithuania | 6566       |
| WL Millor marca mundial de l'any PB Millor marca personal SB Millor marca personal de la temporada NR Rècord nacional |                                   |               |                                                    |            |                                  |            |

## Medaller
| Posició | Nació             | Or | Argent | Bronze | Total |
| ------- | ----------------- | -- | ------ | ------ | ----- |
| 1.      | Estats Units      | 7  | 3      | 8      | 18    |
| 2.      | Alemanya          | 5  | 1      | 4      | 10    |
| 3.      | Cuba              | 4  | 1      | 1      | 6     |
| 4.      | Kenya             | 3  | 2      | 2      | 7     |
| 5.      | Ucraïna           | 2  | 4      | 1      | 7     |
| 6.      | Marroc            | 2  | 1      | 1      | 4     |
| 7=      | Txèquia           | 2  | 0      | 0      | 2     |
| 7=      | Noruega           | 2  | 0      | 0      | 2     |
| 9.      | Rússia            | 1  | 4      | 3      | 8     |
| 10.     | Espanya           | 1  | 3      | 1      | 5     |
| 11.     | Portugal          | 1  | 2      | 1      | 4     |
| 12.     | Austràlia         | 1  | 1      | 2      | 4     |
| 13=     | Itàlia            | 1  | 1      | 1      | 3     |
| 13=     | Romania           | 1  | 1      | 1      | 3     |
| 15=     | Canadà            | 1  | 1      | 0      | 2     |
| 15=     | Polònia           | 1  | 1      | 0      | 2     |
| 15=     | South Africa      | 1  | 1      | 0      | 2     |
| 18=     | França            | 1  | 0      | 1      | 2     |
| 18=     | Japó              | 1  | 0      | 1      | 2     |
| 18=     | Mèxic             | 1  | 0      | 1      | 2     |
| 21=     | Dinamarca         | 1  | 0      | 0      | 1     |
| 21=     | Etiòpia           | 1  | 0      | 0      | 1     |
| 21=     | Nova Zelanda      | 1  | 0      | 0      | 1     |
| 21=     | Suècia            | 1  | 0      | 0      | 1     |
| 21=     | Trinitat i Tobago | 1  | 0      | 0      | 1     |
| 26.     | Regne Unit        | 0  | 5      | 1      | 6     |
| 27.     | Jamaica           | 0  | 3      | 4      | 7     |
| 28.     | Belarús           | 0  | 2      | 2      | 4     |
| 29=     | Grècia            | 0  | 1      | 1      | 2     |
| 29=     | Lituània          | 0  | 1      | 1      | 2     |
| 31=     | Bulgària          | 0  | 1      | 0      | 1     |
| 31=     | Finlàndia         | 0  | 1      | 0      | 1     |
| 31=     | Namíbia           | 0  | 1      | 0      | 1     |
| 31=     | Nigeria           | 0  | 1      | 0      | 1     |
| 31=     | Sri Lanka         | 0  | 1      | 0      | 1     |
| 31=     | Uganda            | 0  | 1      | 0      | 1     |
| 36=     | Bahamas           | 0  | 0      | 1      | 1     |
| 36=     | Brasil            | 0  | 0      | 1      | 1     |
| 36=     | Moçambic          | 0  | 0      | 1      | 1     |
| 36=     | Eslovàquia        | 0  | 0      | 1      | 1     |
| 36=     | Suïssa            | 0  | 0      | 1      | 1     |